# ФЭД-10
ФЭД-10 — малоформатный дальномерный фотоаппарат с центральным залинзовым затвором, выпускавшийся объединением «ФЭД» в Харькове с 1964 по 1967 год. Первый в СССР дальномерный фотоаппарат с сопряжённым экспонометром и полуавтоматическим управлением экспозицией. Камера положила начало семейству, получившему название от следующей и последней модели линейки «ФЭД-Атлас».

## Историческая справка
Распространение в начале 1950-х годов электронных фотовспышек заставило конструкторов вспомнить о главном преимуществе центрального затвора, пригодного для синхронизации с такими вспышками на самых коротких выдержках. Лучшие фокальные затворы тех лет могли работать с электронной вспышкой на выдержках не короче 1/60 секунды, практически исключая съёмку при дневном освещении. В середине 1950-х годов наметилась тенденция всеобщего отказа от фокального затвора в пользу центрального, считавшегося более перспективным. Кроме лучшей совместимости с электронной вспышкой центральный затвор не искажает форму быстродвижущихся объектов и равномернее экспонирует кадр.
В СССР поддержали общемировую тенденцию, разработав семейство однообъективных зеркальных фотоаппаратов «Зенит-4» со сменной оптикой. Другим ответвлением этой линии стал дальномерный фотоаппарат «ФЭД-10» с центральным затвором и байонетным креплением объектива «Индустар-61». Устройство байонета отражает другую тенденцию, предложенную в 1954 году немецким конструктором фотозатворов Фридрихом Декелем. Концепция шкалы световых чисел предполагала соосное расположение колец управления выдержками затвора и диафрагмы объектива с равномерными шкалами. Встречное направление этих шкал и совпадение их шага позволяют реализовать механическую автоматизацию соблюдения закона взаимозаместимости.
Байонет, разработанный специально для «ФЭД-10», сделан по образцу распространённого в те годы байонета Декеля DKL. Он включает в себя затвор и кольца управления выдержкой и диафрагмой. Благодаря синхронизации с помощью зубчатых передач, кольца образуют простейший суммирующий механизм, сопряжённый с селеновым экспонометром. При вращении кольца диафрагмы указатель, видимый в окне на верхнем щитке, может совмещаться со стрелкой гальванометра. В момент совмещения стрелок взаимное положение колец выдержки и диафрагмы соответствует правильной экспозиции. Их последующее синхронное вращение позволяет выбирать наиболее выгодные параметры без изменения общей экспозиции. Байонет несовместим ни с одной другой советской или зарубежной фотосистемами, что предопределило недолгую жизнь фотоаппарата, лишённого сменной оптики.
Из-за особенностей конструкции и концепции в целом, во всех фотоаппаратах серий «ФЭД-10» и «Зенит-4» использован залинзовый затвор, общий для всей сменной оптики. Однако, такое расположение затвора всегда связано с риском виньетирования изображения. Предотвращалось это специальным подходом при конструировании объективов, выходной зрачок которых рассчитывали предельно малым, что серьёзно сужало доступный диапазон фокусных расстояний. К моменту появления советских фотоаппаратов с залинзовыми затворами связанные с ним проблемы стали очевидны, а в Японии разработан ламельный затвор с расширенными возможностями синхронизации вспышки. Поэтому развитие большинства зарубежных малоформатных фотосистем такого типа было прекращено, зато получили распространение более дорогие среднеформатные фотоаппараты, межлинзовый апертурный затвор для которых установлен в каждый сменный объектив.

Дизайн ФЭД-10 резко отличался от большинства советских фотоаппаратов, но был распространён в иностранной аппаратуре тех лет
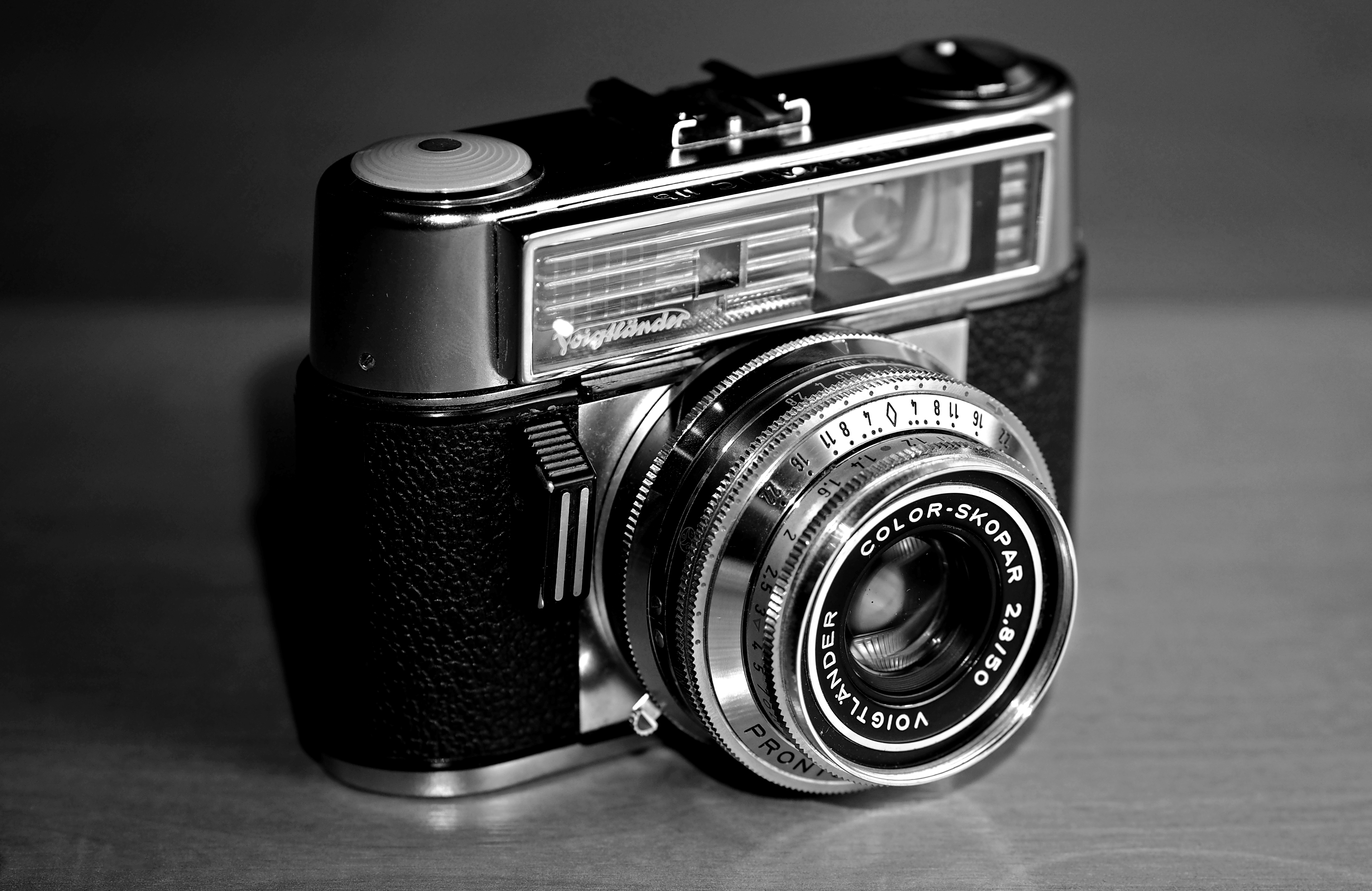
Voigtländer Vitomatic
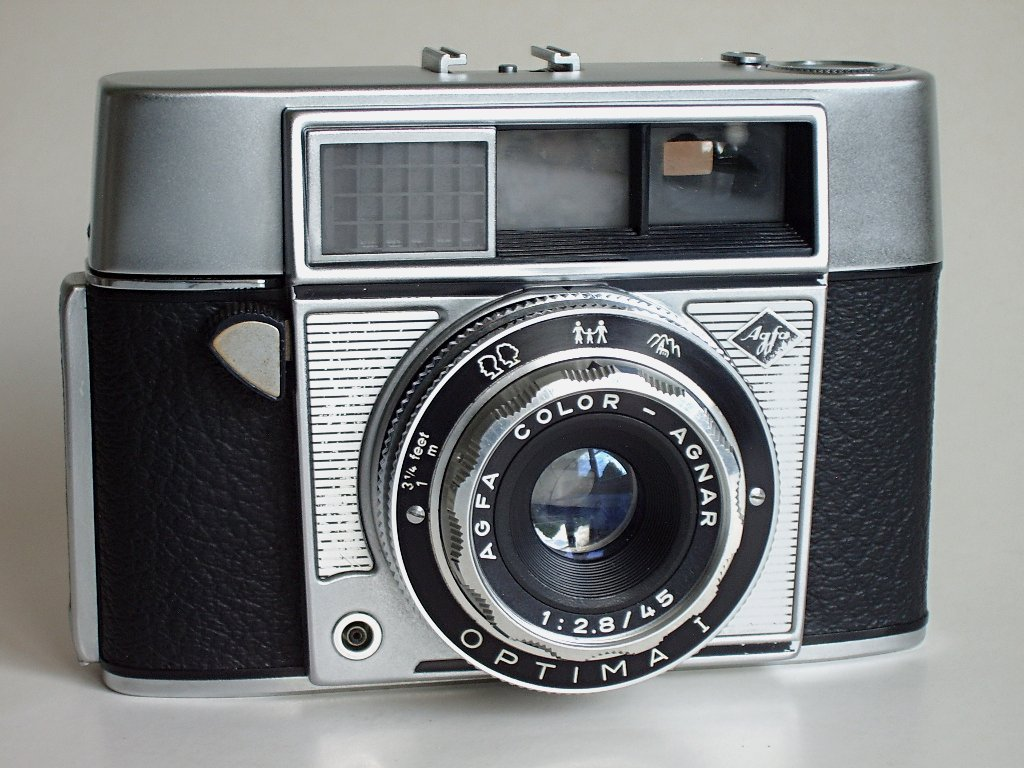
Agfa Optima, 1959
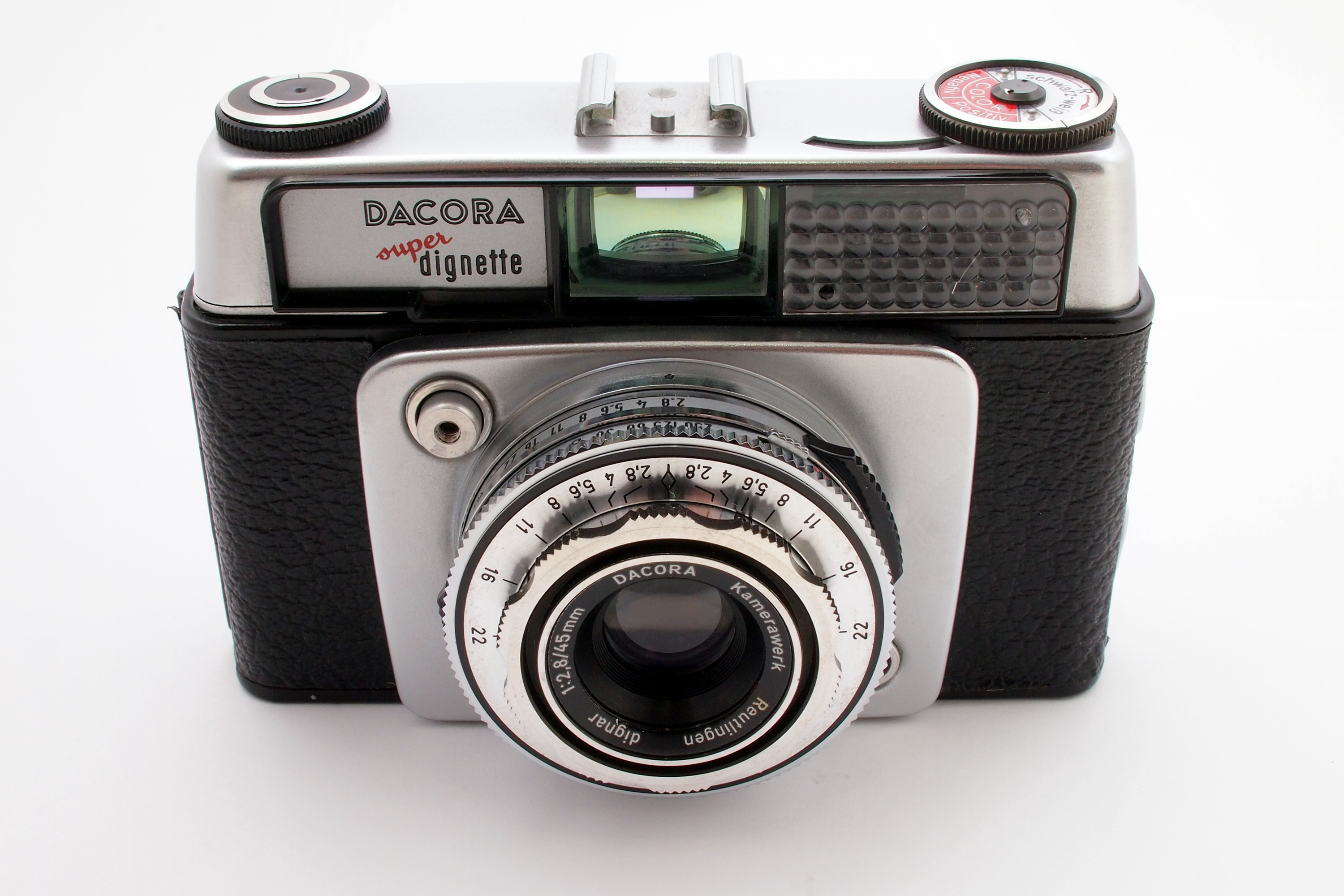
Dacora Super, 1962
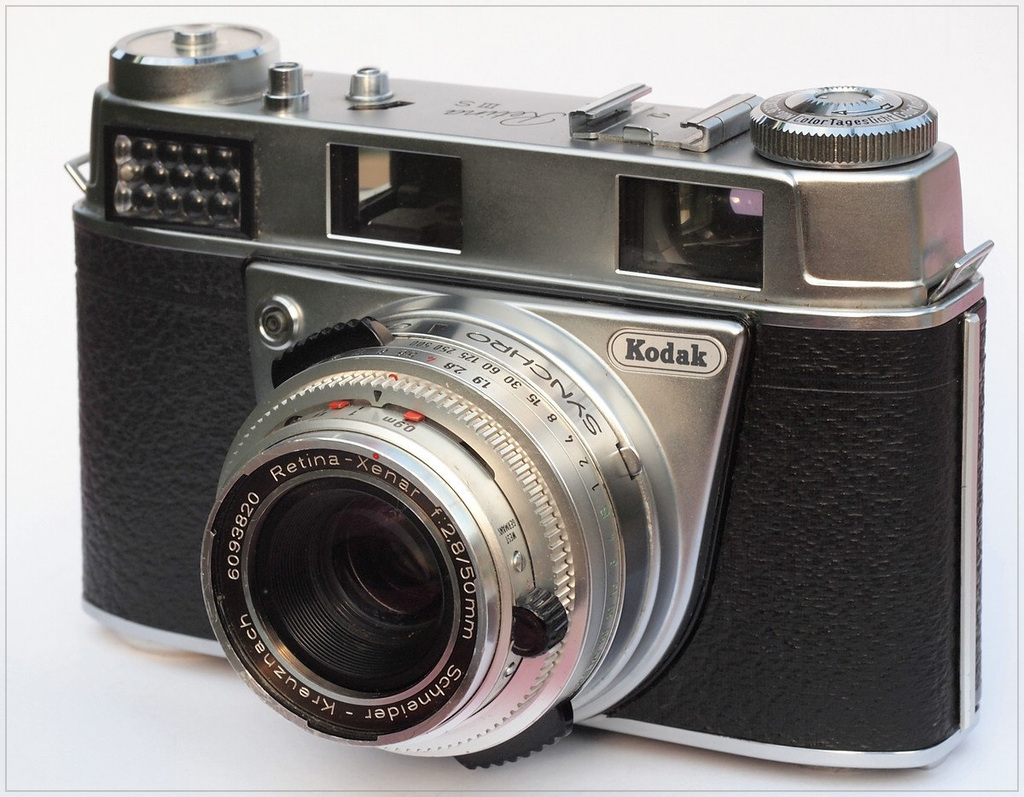
Kodak Retina, 1958

Фотоаппараты семейства «ФЭД-Атлас» также не получили развития, а на рынке не пользовались спросом из-за сложности конструкции, высокой цены, полного отсутствия сменных объективов и каких-либо серьёзных преимуществ перед выпускавшимися в то же время камерами «ФЭД» с традиционным фокальным затвором. Производились эти аппараты в относительно малом количестве и вскоре их выпуск был прекращён в пользу привычных «ФЭДов» и «Зенитов».

## Технические характеристики

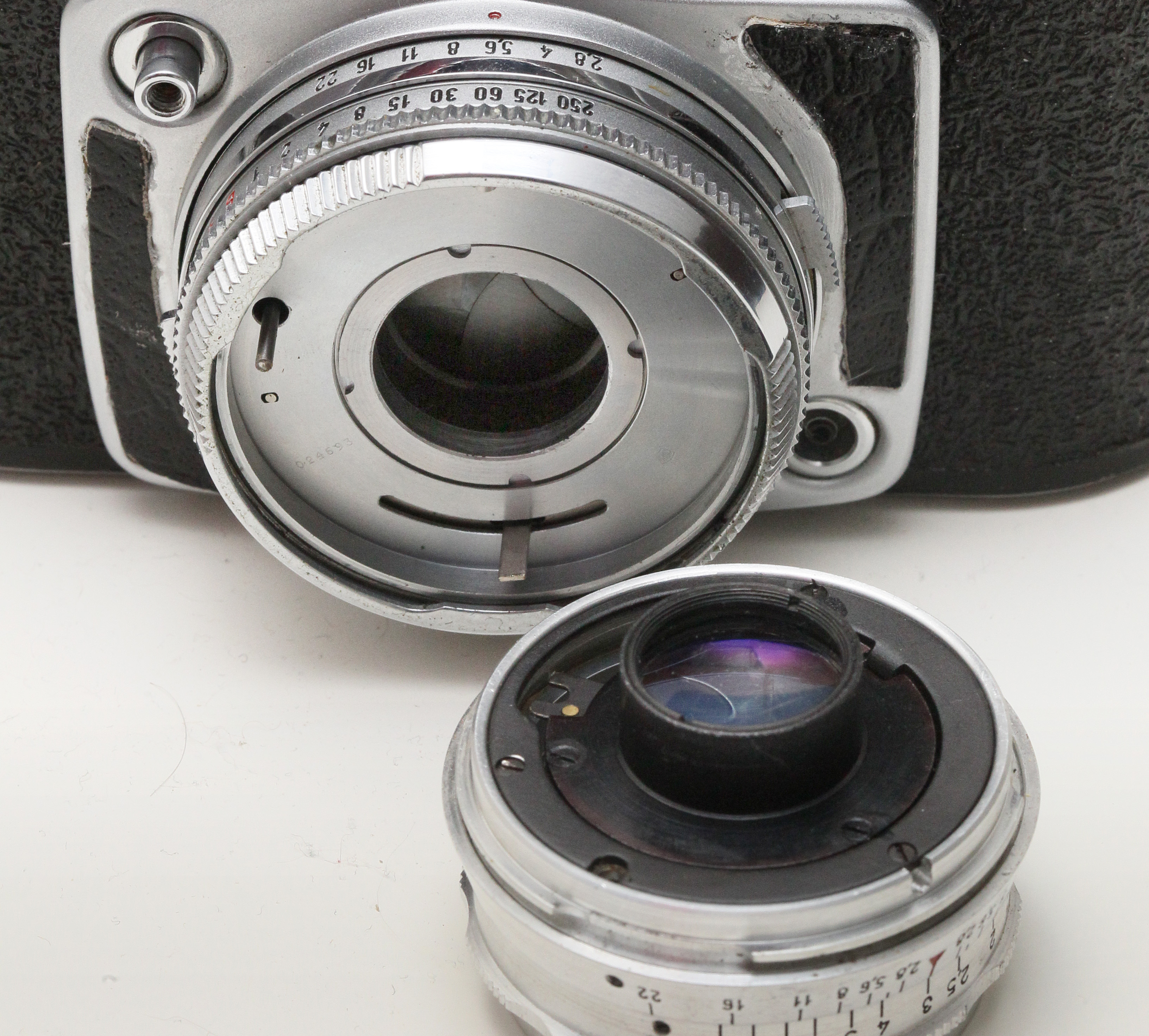
«ФЭД-10» со снятым объективом. Видны лепестки затвора и приводы дальномера и диафрагмы

- Тип применяемого фотоматериала — перфорированная фотокиноплёнка шириной 35 мм в стандартных кассетах тип-135. Размер кадра — 24×36 мм;
- Корпус — литой из алюминиевого сплава, со съёмной задней стенкой;
- Тип затвора — центральный залинзовый. Выдержки затвора — от 1 до 1/250 с (автоматические), и «B» (от руки). Выдержка синхронизации с электронной и одноразовой фотовспышкой — любая. Проводной синхроконтакт «Х» и «М», холодный башмак для крепления вспышки;
- Курковый взвод затвора, сблокированного с перемоткой плёнки. Обратная перемотка цилиндрической головкой;
- Счётчик кадров на нижней стенке корпуса. Первые выпуски фотоаппарата оснащались кнопкой сброса на «0», но в дальнейшем счётчик получил функцию автоматического обнуления при открывании задней крышки;
- Механический автоспуск[* 1];
- Видоискатель телескопический, сопряжённый с дальномером, имеющим базу 41 мм. Фокусировка от 1 метра до бесконечности. Подсвеченная кадрирующая рамка с компенсацией параллакса в поле зрения видоискателя;
- Штатный объектив — «Индустар-61» с линзами из лантанового стекла;
- Тип крепления объектива — оригинальный байонет. Возможность замены объектива указана в инструкции, однако сменная оптика к фотоаппарату «ФЭД-10» никогда не выпускались. Планировался ли выпуск сменных объективов — неизвестно[17];
- Экспонометр — с селеновым фотоэлементом, сопряжённый. При установленной светочувствительности фотоплёнки вращением колец установки выдержки и диафрагмы стрелка-индекс совмещается со стрелкой гальванометра в окне на верхнем щитке. Диапазон светочувствительности плёнки 11-500 ед. ГОСТ (или 11-700 ед. ГОСТ);
- Резьба штативного гнезда — 3/8 дюйма;

## Фотоаппараты «ФЭД-11» («ФЭД-Атлас»)

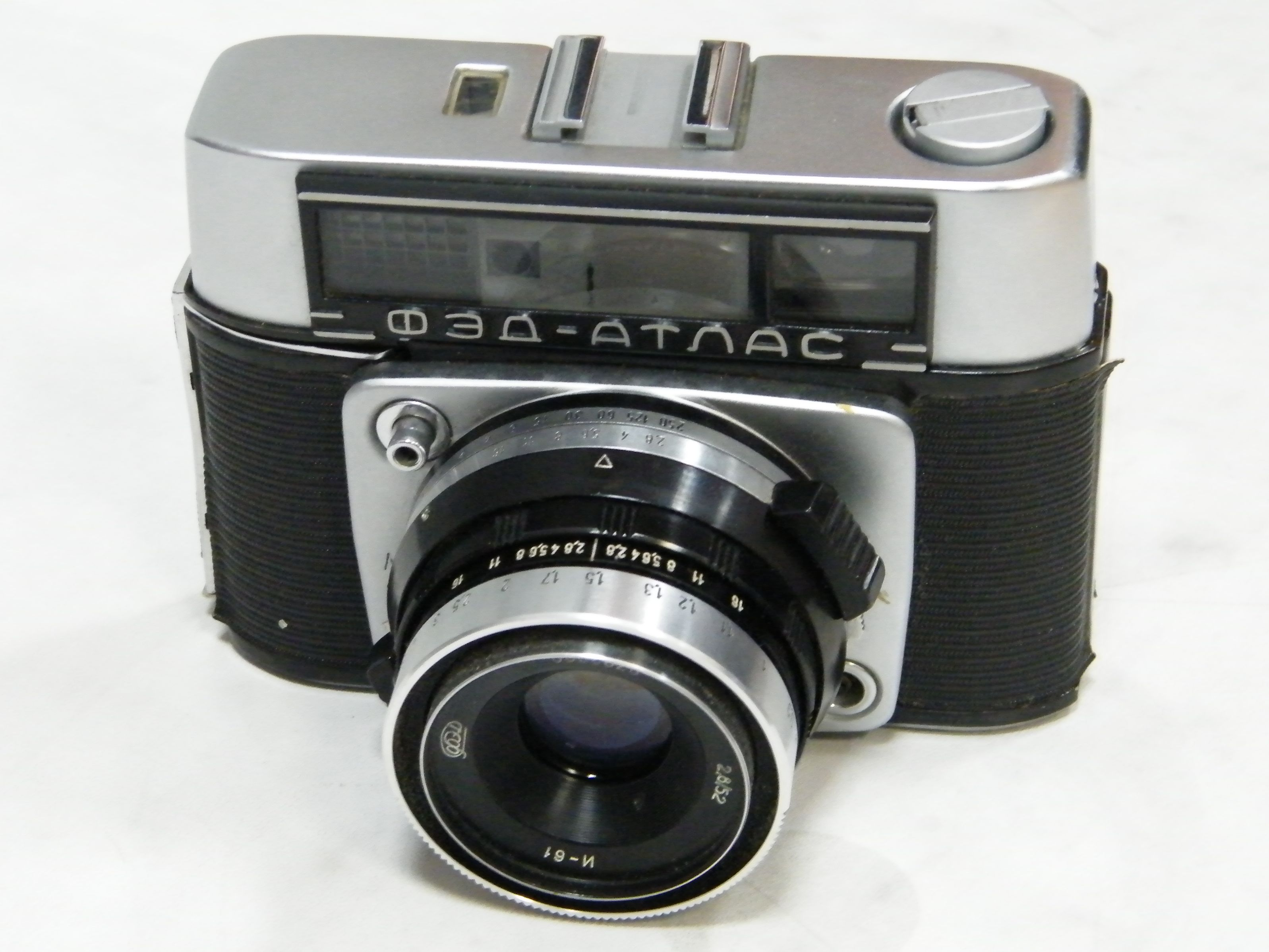
Фотоаппарат «ФЭД-Атлас»

В 1967 году семейство «ФЭД-Атлас» пополнилось второй и последней моделью «ФЭД-11» с тем же объективом «Индустар-61». На шильдике камеры наносилось название «Атлас». В отличие от предыдущей модели с байонетным креплением, на новой камере объектив был несъёмным. Главное отличие «ФЭД-11» заключается в наличии видимой в поле зрения видоискателя дополнительной стрелки экспонометра, позволяющей регулировать экспозицию не отрывая взгляд от окуляра.
«ФЭД-10» — всего выпущено 23911 штук. 

«ФЭД-11»(«ФЭД-Атлас») — следует различать: 

выпуск I (1967—1968 гг.) — без автоспуска — выпущено 1296 штук. 

выпуск II (1967—1971 гг.) — с автоспуском — выпущено 21509 штук. 

Цена «ФЭДа-11» в 1968 году — 105 рублей.